# Stephanie March
Stephanie March, née le 23 juillet 1974 à Dallas, Texas (États-Unis) est une actrice américaine.

## Biographie
Stephanie March est la fille de John Abe March IV et de Laura Jenny Len Irwin Walker. Née à Dallas, elle étudia à la Highland Park High School située dans cette dernière ville, où a par ailleurs étudié Angie Harmon (de New York, police judiciaire) : March était en deuxième année quand Harmon était en dernière année.
Stephanie March commença à jouer des pièces de théâtre à l'université. En 1996, elle est diplômée de l'université Northwestern à l'école de communication où elle fit des études de théâtre et d'espagnol. Après le diplôme, elle décrocha son premier grand rôle (lors de sa toute première audition) au théâtre, dans la pièce Le Songe d'une nuit d'été à Chicago où elle décida de poursuivre sa carrière d'actrice, après avoir hésité avec une formation de pizzaïolo.
En 1999, March fit ses débuts au théâtre à Broadway en jouant dans la pièce Mort d'un commis voyageur d'Arthur Miller, aux côtés de  Brian Dennehy. On peut également citer comme autres grands succès, son rôle dans la série télévisée Demain à la une et dans le téléfilm Since You’ve Been Gone.
Son plus grand succès de carrière est son rôle d'Alexandra Cabot dans la série New York, unité spéciale, de 2000 à 2003.
Dans la série Conviction, elle reprendra son rôle. À la suite de cela, le retour d'Alex Cabot se fit en 2009 dans New York, unité spéciale. Le personnage de March sera présent pour six épisodes de la saison 10 et dix de la saison 11. Elle redeviendra la principale substitut au début de saison 13 ou elle apparaît dans 7 épisodes (elle est parfois remplacée par Casey Novak ou Michael Cutter). Sa dernière apparition sera en fin de saison 13 (ep.21, A mauvaise école) ou elle poursuivra une professeure accusée de viol sur mineur.
Elle apparaît ensuite dans la comédie de Chris Rock intitulée Président par accident puis dans Mr. et Mrs. Smith (Mr. & Mrs. Smith) où elle joua Julie. Elle reprit son rôle d'Alexandra Cabot mais en tant que chef de bureau dans la série Conviction qui débuta au printemps 2006. Elle a également tenu un rôle mineur dans le film Un Noël à Salt Lake City (directement sorti en vidéo).
En 2007, elle a joué avec Liev Schreiber dans Conversations nocturnes, pièce écrite par Eric Bogosian.
Stephanie March habite à New York.
Elle s'est mariée depuis le 20 février 2005 au chef cuisinier Bobby Flay ; ce dernier lui fit sa demande de mariage alors qu'ils étaient en train de faire du patin à glace au Rockefeller Center le 19 décembre 2003. Ils se sont séparés en mars 2015 et leur divorce a été prononcé le 17 juillet 2015 .

## Filmographie

### Cinéma
- 2003 : Focus Room
- 2003 : Président par accident
- 2005 : Mr. et Mrs. Smith (Mr. & Mrs. Smith)
- 2006 : East Broadway
- 2006 : Flannel Pajamas
- 2006 : The Treatment
- 2006 : Copy That
- 2008 : Confessions d'une accro du shopping (coupé au montage, dans les bonus)
- 2009 : The Invention of Lying, de Ricky Gervais

### Télévision

#### Séries télévisées
- 1997 : Demain à la une (saison 2, épisode 10) : Arlene
- 2000-2018 : New York, unité spéciale (Law & Order: SVU) (96 épisodes) : Alexandra Cabot (saisons 2 à 6 puis 10, 11, 13 et 19)
- 2006 : Conviction (13 épisodes) : Alexandra Cabot
- 2006 : 30 Rock (saison 1, épisode 3) : Gretchen
- 2007 : Grey's Anatomy (saison 4, épisode 7) : Jane
- 2009 : Rescue Me : Les Héros du 11 septembre (saison 5, épisode 4) : Psychic
- 2012 : Made in Jersey (saison 1, épisode 1) : Natalie Minka
- 2013 : Happy Endings (saison 3, épisode 23) : Brooke
- 2015 : Neon Joe, Werewolf Hunter (5 épisodes) : Mayor Carol Blanton
- 2016 : Nightcap (saison 1, épisode 7) : Stephanie March
- 2016-2017 : Odd Mom Out (3 épisodes) : Divorce Diva #1

#### Téléfilms
- 2000 : Mort d'un commis voyageur (Death of a Salesman) de Kirk Browning et Robert Falls : Miss Forsythe
- 2006 : Jesse Stone : Une ville trop tranquille (Jesse Stone: Night Passage) de Robert Harmon : Cissy Hathaway
- 2021 : La folie d’une mère : l’histoire vraie de Debora Green (A House on Fire) de Shamim Sarif : Deb Green